# Версери, Хуан
Хуа́н Версе́ри (исп. Juan José Verzeri Casa; род. 20 мая 1963, Монтевидео) — уругвайский футбольный тренер.

## Биография
Версери никогда не играл в футбол на профессиональном уровне. Он лишь выступал на протяжении 18 лет в национальных соревнованиях за спортивный клуб «Сиркуло де Тенис» (Círculo de Tenis), где культивируются также теннис, регби и другие виды спорта. В интервью Ovación Версери отметил, что игра в Университетской лиге помогла ему лучше адаптироваться к тренерской профессии.
В 1988 году Версери получил специальность инженера компьютерных систем в Университете Республики. В 1990 году получил диплом о высшем образовании в области прикладной математики в итальянской Падуе. В 2003 году Версери окончил курсы спортивного маркетинга.
В 2008 году начал тренерскую карьеру. Сначала работал помощником главного тренера в сборной Омана, а затем возглавил «Расинг» из Монтевидео, команду, которая перед этим вернулась в Высший дивизион чемпионата Уругвая. Версери уже в Апертуре сезона 2008/09 привёл «Расинг» к 4 месту, а в Клаусуре команда была седьмой. По итогам сезона «Расинг» занял пятое место и попал в зону Лигильи. В этом турнире «Расинг» занял второе место вслед за «Серро» и таким образом в год своего 90-летия впервые в истории пробился в Кубок Либертадорес 2010.
28 января 2010 года «Расинг» дебютировал в Кубке Либертадорес в выездном матче против «Хуниора», команды, которая имеет в своём активе участие в финале этого турнира. Уругвайская команда сумела не проиграть (2:2, при этом хозяева сумели сравнять счёт только в добавленное время), а в домашней игре «Расинг» обыграл «Хуниор» со счётом 2:0 и пробился в основную сетку турнира. На групповой стадии «Расинг» также выступил очень уверенно, заняв в группе второе место вслед за «Коринтиансом». Однако в том розыгрыше два мексиканских клуба были допущены к участию в 1/8 финала автоматически, поэтому в плей-офф выходили только 6 из 8 команд, занявших в своих группах вторые места, и «Расинг» только по худшим показателям не попал в число 16 лучших команд континента.
В мае 2010 года было объявлено о назначении Хуана Версери на пост главного тренера молодёжной сборной Уругвая. 11 августа того же года Версери исполнял обязанности главного тренера основной сборной Уругвая (в отсутствие Вашингтона Табареса, чьим помощником Версери был назначен параллельно с исполнением обязанностей тренера молодёжки), которая проводила свою первую товарищескую игру после завершения чемпионата мира, где уругвайцы дошли до полуфинала. Уругвай обыграл в Лиссабоне сборную Анголы 2:0, причём второй гол забил Абель Эрнандес, для которого это была дебютная игра в составе сборной и который по возрасту мог играть в молодёжной сборной.
В начале 2011 года молодёжная сборная Уругвая заняла второе место на Чемпионате Южной Америки и впервые с 1928 года завоевала для Уругвая путёвку на Олимпийские игры. Летом того же года молодёжка неудачно выступила на чемпионате мира в Колумбии, не сумев выйти из группы. В конце 2011 года молодёжная сборная Уругвая заняла третье место на Панамериканских играх.
В 2013 году Версери привёл молодёжную сборную к третьему месту на чемпионате Южной Америки, а затем вывел команду в финал чемпионата мира, где «селесте» уступила французам лишь в серии послематчевых пенальти.
В начале 2014 года Версери возглавил саудовский «Аль-Иттихад», но работал с этой командой менее двух месяцев. С июня по ноябрь 2015 года Версери возглавлял уругвайский «Ливерпуль». С 2016 года входил в тренерский штаб Диего Агирре в «Сан-Лоренсо де Альмагро».

## Титулы и достижения в качестве тренера
- Вице-чемпион Южной Америки среди молодёжных команд: 2011
- Бронзовый призёр Южной Америки среди молодёжных команд: 2013
- Вице-чемпион мира среди молодёжи: 2013